# Николай Николов (художник)
Вижте пояснителната страница за други личности с името Николай Николов.
Николай Николов е български художник сценограф.

## Биография
Доц. Николай Николов е роден на 25 май 1933 г. в град Сливен. Завършва средно образование в родния си град през 1950 г. и кандидатства в Художествената академия в град София. Приет е като първа година студент на проф. Иван Пенков в специалност живопис и декоративни изкуства. Като втора година студент се записва в ново-откритата специалност „Сценография“. Учи и завършва пълният курс на Художествената академия при проф. Георги Каракашев през 1957 г. с пълно отличие.
Започва да работи като художник постановчик в Държавния театър в гр. Дупница от 1957 г. до 1959 г. През театралния сезон 1959/1960 г. работи в драматичния театър в гр. Силистра като художник постановчик. В началото на театралния сезон 1960/1961 започва работа в драматичния театър Враца, като художник постановчик и се установява там до 1964, докато постъпва на работа в Съюза на българските артисти в гр. София, като завеждащ секция „Сценография“.
През 1969 г. се явява и печели конкурс за доцент по сценография в Художествената академия. През 1971 г. сценографията се обособява като самостоятелна катедра в Приложния факултет на Художествената академия и Николай Николов е избран като първия завеждащ Катедра сценография в историята на специалността. С неговия иновативен подход, Николов е отговорен за развитието и интеграцията на учебния процес в специалност Сценография с театрите в България, Българската национална опера, Оперета, Национална академия за театрално и филмово изкуство (НАТФИЗ) и Българската национална телевизия до 1993. През този период той изпълнява и длъжността на заместник декан по учебната част на Приложния факултет в продължение на 8 години.
През творческата си кариера от 1957 – 1997 г. Николай Николов е работил в театрите и оперите в Дупница, Силистра, Враца, Разград, Пловдив, Сливен, Кюстендил, Стара Загора, Плевен, Видин, Габрово, София, Москва и много други. Работил е като художник на костюмите над Българските исторически филми: Цар Иван Шишман, Юлия Вревска, Борис l (Последният езичник и Слово за буквите) и Време на насилие (Време разделно). Създава декори и костюми за новосъздадения Български телевизионен театър в продължение на 6 години. Участва редовно в Квадриналето на сценографията в Прага, Братислава и Сао Пауло. Носител на наградата на Съюза на българските артисти за сценография и костюм за постановката „По Земята“ и на Съюза на българските художници за костюм на фестивала на българското кино във Варна за филма „Борис I“. Участник във всички Общи художествени сценографски изложби и е първият български сценограф, който представя действителни филмови костюми в изложбеното пространство.
От 1994 г. до 1997 г. е поканен да създаде и оглави катедра „Сценография“ в Академия за музикално, танцово и изобразително изкуство в Пловдив.
Доц. Николай Николов умира на 14 септември 2005 г.